# Angliers (Vienne)
Angliers ist eine französische Gemeinde mit 607 Einwohnern (Stand: 1. Januar 2022) im Département Vienne in der Region Nouvelle-Aquitaine; sie gehört zum Arrondissement Châtellerault und zum Kanton Loudun (bis 2015: Kanton Moncontour). Die Einwohner werden Anglésiens genannt.

## Geographie
Angliers liegt etwa 37 Kilometer nordnordwestlich von Poitiers. Im Norden und Osten wird die Gemeinde vom Fluss Briande begrenzt. Umgeben wird Angliers von den Nachbargemeinden Chalais im Norden, La Roche-Rigault im Osten und Nordosten, Guesnes im Osten und Südosten, La Chaussée und Aulnay im Süden, Martaizé im Westen und Südwesten sowie Mouterre-Silly im Westen und Nordwesten.

## Bevölkerungsentwicklung
| Jahr                      | 1962 | 1968 | 1975 | 1982 | 1990 | 1999 | 2006 | 2013 |
| Einwohner                 | 646  | 574  | 682  | 630  | 619  | 666  | 660  | 642  |
| Quelle: Cassini und INSEE |      |      |      |      |      |      |      |      |

## Sehenswürdigkeiten
- Kirche Saint-Martin, ursprünglich aus dem 12. Jahrhundert, spätere An- und Umbauten
- Donjon von Saint-Cassien aus dem 12. Jahrhundert
- Schloss Angliers

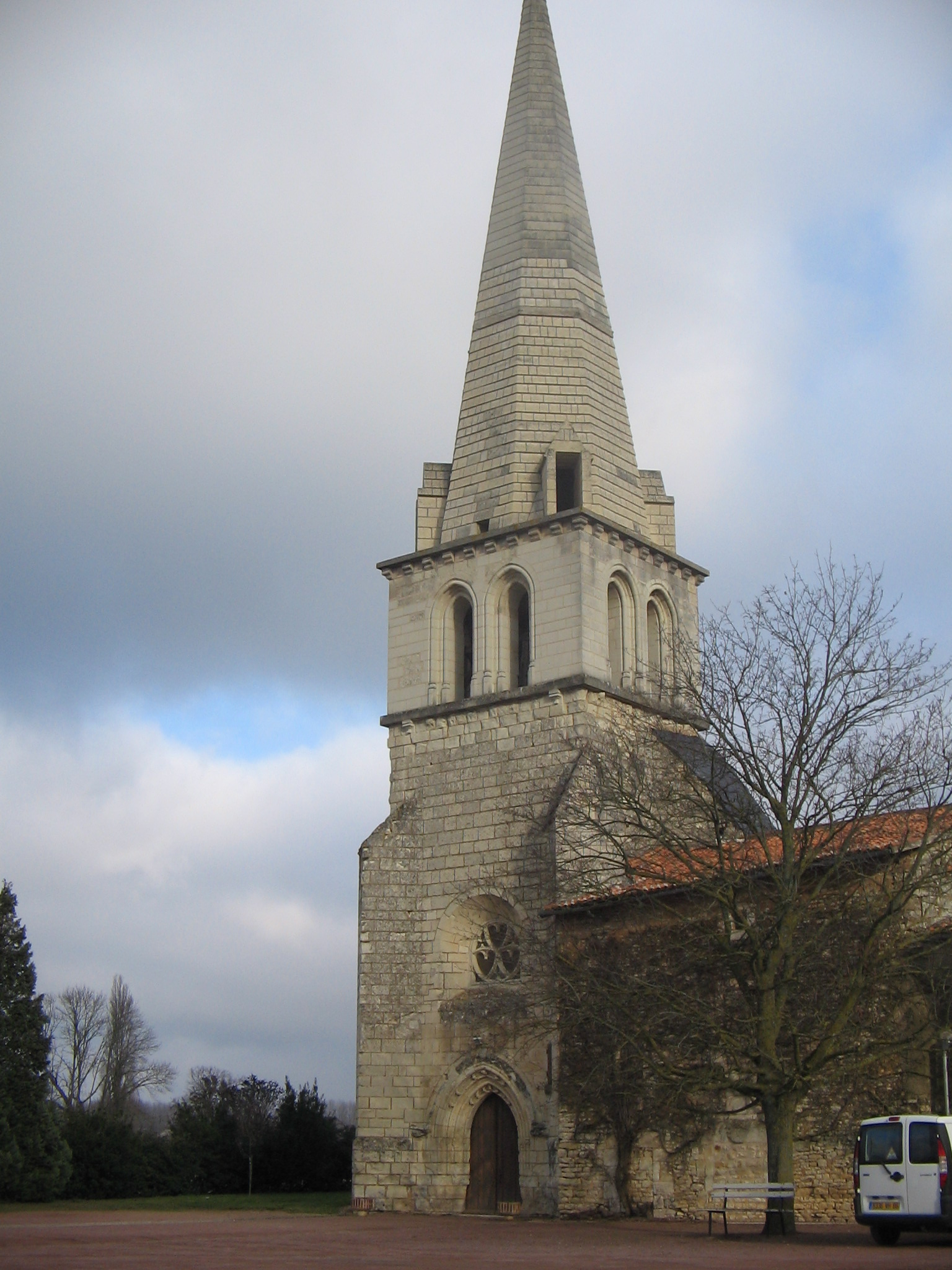
Kirche Saint-Martin
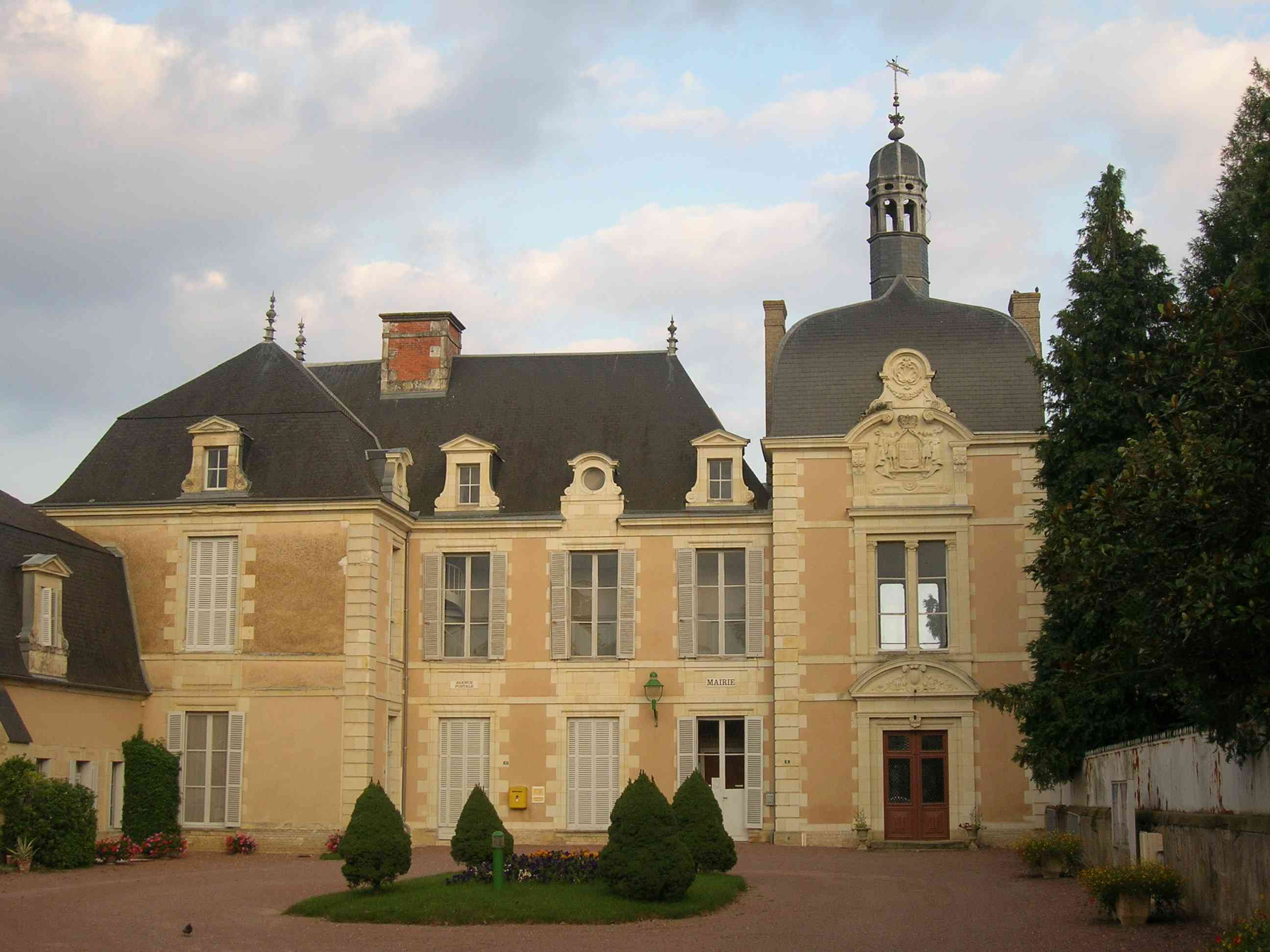
Schloss